# Spencer (Nebraska)
Spencer és una població dels Estats Units a l'estat de Nebraska. Segons el cens del 2000 tenia 541 habitants.

## Demografia
Segons el cens del 2000, Spencer tenia 541 habitants, 230 habitatges, i 143 famílies. La densitat de població era de 401,7 habitants per km².
Dels 230 habitatges en un 30,9% hi vivien nens de menys de 18 anys, en un 52,2% hi vivien parelles casades, en un 7,8% dones solteres, i en un 37,8% no eren unitats familiars. En el 36,5% dels habitatges hi vivien persones soles el 25,7% de les quals corresponia a persones de 65 anys o més que vivien soles. El nombre mitjà de persones vivint en cada habitatge era de 2,35 i el nombre mitjà de persones que vivien en cada família era de 3,12.
Per edats la població es repartia de la següent manera: un 28,3% tenia menys de 18 anys, un 4,6% entre 18 i 24, un 22,9% entre 25 i 44, un 18,9% de 45 a 60 i un 25,3% 65 anys o més.
L'edat mediana era de 42 anys. Per cada 100 dones de 18 o més anys hi havia 74 homes.
La renda mediana per habitatge era de 28.636 $ i la renda mediana per família de 35.156 $. Els homes tenien una renda mediana de 25.893 $ mentre que les dones 18.958 $. La renda per capita de la població era de 14.466 $. Aproximadament l'11,3% de les famílies i el 13,9% de la població estaven per davall del llindar de pobresa.

## Poblacions més properes
El següent diagrama mostra les poblacions més properes.